# Cerchio
Il cerchio, geometria piana, è la parte di piano delimitata da una circonferenza ed è costituito dall'insieme infinito dei punti che distano da un punto dato, detto centro, non più di una distanza fissata detta raggio. In un sistema di assi un generico cerchio di centro {\displaystyle (a;b)} e raggio {\displaystyle r} è rappresentato dall'insieme di punti che soddisfano la seguente condizione:
{\displaystyle {\overline {D}}=\{(x,y)\in \mathbb {R} ^{2}:(x-a)^{2}+(y-b)^{2}\leq r^{2}\}.}
Esso può essere immaginato come un poligono regolare con un numero di lati infinito, o meglio come il limite di una successione di poligoni regolari a {\displaystyle n} lati per {\displaystyle n} che tende ad infinito. Il cerchio è una figura convessa.
Un segmento avente gli estremi sulla circonferenza è detto corda; ognuna delle due parti in cui questa divide il cerchio si chiama segmento circolare. Se la corda in questione passa per il centro, essa si chiama diametro e i due segmenti sono congruenti e si chiamano semicerchi.
Un segmento circolare può anche essere la parte di cerchio compresa tra due corde parallele.

L'intersezione fra un angolo al centro, cioè un angolo avente come vertice il centro del cerchio, ed il cerchio stesso (visivamente, uno "spicchio" di cerchio) si chiama settore circolare. Se l'angolo al centro è retto, il settore circolare che individua si chiama quadrante; se è piatto, è il semicerchio.
Due cerchi aventi lo stesso centro si dicono concentrici. L'area compresa fra le due circonferenze si chiama corona circolare.
La formula dell'area del cerchio può essere ottenuta come limite di quella del poligono regolare, ovvero come lunghezza della circonferenza per raggio diviso {\displaystyle 2}:
{\displaystyle \mathrm {Area} ={\frac {\mathrm {circonferenza} \times \mathrm {raggio} }{2}}=\pi r^{2}.}
La quadratura del cerchio si riferisce all'impossibile compito di costruire con riga e compasso, a partire da un cerchio, un quadrato avente stessa area.
Alcuni solidi tridimensionali che possono avere, se tagliati da un piano, sezioni circolari sono la sfera, il cilindro ed il cono.
Il cerchio viene detto inscritto in un poligono quando la sua circonferenza è tangente ad ogni lato di quest'ultimo, e circoscritto quando i vertici di un poligono stanno sulla circonferenza.

## L'area

### Metodo euristico archimedeo

Metodo di Archimede per ridurre l'area del cerchio ad un triangolo equivalente

Come sappiamo da una lettera di Archimede ad Eratostene, Archimede non disdegnava metodi empirici per arrivare ai suoi risultati che poi dimostrava rigorosamente per altre vie. Il matematico immaginò di suddividere il cerchio in tante circonferenze concentriche e di svolgerle poi in segmenti fino a formare un triangolo mostrando così che ogni cerchio è equivalente a un triangolo che ha per base la circonferenza e per altezza il raggio:
{\displaystyle (2\pi r)r{\frac {1}{2}}=\pi r^{2}.}

### Integrazione con le coordinate polari
Il valore dell'area del cerchio può venir visto come il valore dell'integrale doppio della funzione {\displaystyle f(x,y)=1} su un insieme coincidente con il cerchio. In formule si ha {\displaystyle \iint _{cerchio}1dxdy}. Utilizzando il cambio di coordinate da cartesiane a polari si ottiene {\displaystyle \int _{0}^{2\pi }\int _{0}^{R}\rho d\rho d\theta }, dove {\displaystyle \rho } e {\displaystyle \theta } sono le variabili polari. Al posto della funzione integranda {\displaystyle f(x,y)=1} abbiamo {\displaystyle f(\rho ,\theta )=\rho } per via del cambio base. A questo punto l'integrale doppio si può scomporre nel prodotto di due integrali, in quanto le variabili sono separabili. Si ottiene
{\displaystyle \int _{0}^{2\pi }d\theta \cdot \int _{0}^{R}\rho d\rho =2\pi \cdot {\frac {1}{2}}R^{2}=\pi R^{2}.}

### Integrazione "a cipolla"

Un metodo di integrazione per calcolare l'area del cerchio

Un primo approccio, tramite gli integrali, al calcolo dell'area del cerchio può essere fatto pensando che questa superficie è data dalla somma progressiva di infiniti cerchi concentrici che hanno come valore massimo la circonferenza e come minimo il centro del cerchio. In pratica è come se sommassimo tra di loro infiniti anelli, aventi ognuno spessore infinitesimo. Da questa rappresentazione comprendiamo come il nome a cipolla derivi proprio dalla stratificazione del cerchio, come quella di una cipolla, anche se in due dimensioni. Possiamo dunque chiamare {\displaystyle t} il raggio del cerchio a cui corrisponde ogni singola circonferenza, la cui lunghezza è {\displaystyle 2\pi t} (notiamo che in questa dimostrazione si dà per assunto questo dato). Quindi possiamo integrare (integrazione definita) {\displaystyle 2\pi t\,dt}, cioè la funzione che ci dà le diverse circonferenze (separate dal fattore infinitesimo {\displaystyle dt}), tra il valore minimo e massimo dei loro raggi, {\displaystyle 0} e {\displaystyle r}.
{\displaystyle \mathrm {Area} (r)=\int _{0}^{r}2\pi t\,dt=\left[(2\pi ){\frac {t^{2}}{2}}\right]_{t=0}^{r}=\pi r^{2}.}

### Integrazione della semicirconferenza nel piano cartesiano
Per procedere al calcolo dell'area di un cerchio attraverso un secondo metodo consideriamo innanzitutto una circonferenza con centro nell'origine degli assi; questo ci permette infatti di semplificare il caso generico di una circonferenza traslata rispetto all'origine, dato che la traslazione non modifica l'area.
L'equazione di una circonferenza di generico raggio {\displaystyle r} e centro nell'origine degli assi è:
{\displaystyle x^{2}+y^{2}=r^{2}.}
Come sappiamo dalla definizione la suddetta formula non è una funzione, in quanto associa ad alcuni punti più di un punto. Per risolvere questo inconveniente e integrare la funzione è sufficiente, dopo averla esplicitata rispetto alle ordinate, {\displaystyle y=\pm {\sqrt {r^{2}-x^{2}}}}, prenderne solo le immagini non negative.
Avremo quindi che l'equazione della funzione che ci descrive la semicirconferenza con centro nell'origine di generico raggio {\displaystyle r} è
{\displaystyle y={\sqrt {r^{2}-x^{2}}}.}
Per conoscere quindi l'area del cerchio completo basta calcolare l'area sottesa alla funzione, tra {\displaystyle -r} e {\displaystyle r}:
{\displaystyle \int _{-r}^{r}{\sqrt {r^{2}-x^{2}}}\,dx.}
Svolgiamo quindi i calcoli, ricorrendo al teorema fondamentale del calcolo integrale: 
{\displaystyle {\begin{aligned}\int _{-r}^{r}{\sqrt {r^{2}-x^{2}}}\,dx&=\left[{\frac {1}{2}}\left(r^{2}\arcsin \left({\frac {x}{r}}\right)+x{\sqrt {r^{2}-x^{2}}}\right)\right]_{-r}^{r}=\\&={\frac {1}{2}}{{r^{2}}\arcsin \left({\frac {r}{r}}\right)}+{\frac {1}{2}}{r{\sqrt {r^{2}-r^{2}}}}-{\frac {1}{2}}{{r^{2}}\arcsin \left({\frac {-r}{r}}\right)}-{\frac {1}{2}}(-r){\sqrt {r^{2}-r^{2}}}=\\&={\frac {1}{2}}{{r^{2}}\arcsin \left(1\right)}+{\frac {1}{2}}{r{\sqrt {0}}}-{\frac {1}{2}}{{r^{2}}\arcsin \left(-1\right)}+{\frac {1}{2}}{r{\sqrt {0}}}={\frac {1}{2}}{r^{2}}{\frac {\pi }{2}}+0+{\frac {1}{2}}{r^{2}}{\frac {\pi }{2}}+0={\frac {1}{2}}{\pi }{r^{2}}.\end{aligned}}}
Per arrivare alla formula finale ricordiamo che fin dal principio stavamo calcolando l'area tra il grafico della semicirconferenza {\displaystyle y={\sqrt {r^{2}-x^{2}}}} e l'asse {\displaystyle x}, per cui l'area del cerchio con centro nell'origine sarà il doppio:
{\displaystyle 2\cdot {\frac {1}{2}}{\pi }{r^{2}}={\pi }{r^{2}},}
che è proprio la formula usata comunemente.
Dobbiamo notare che in questa dimostrazione diamo per definita la formula dell'arcoseno (per trovare una primitiva della funzione), e quindi buona parte della trigonometria; questo però significa inserire anche nei concetti necessari per usare questo metodo quello di pi greco, che è indissolubilmente legato al concetto di cerchio e alle relazioni tra le sue parti.

## Il perimetro del cerchio
Il perimetro del cerchio si può calcolare con la formula {\displaystyle 2\pi r}, cioè due volte il pi greco per il raggio.

### Integrazione della semicirconferenza nel piano cartesiano
Il perimetro del cerchio, che si può definire anche come la lunghezza della circonferenza, si può pensare calcolabile grazie all'integrazione della funzione corrispondente alla semicirconferenza, avente centro nell'origine, tra {\displaystyle -r} e {\displaystyle r}, cioè il raggio. Ovviamente non possiamo utilizzare l'integrale definito, ma ci serve l'integrale che associa ad una funzione la lunghezza della curva che descrive: la formula di questo integrale, data una funzione {\displaystyle f(x)} e due punti {\displaystyle a} e {\displaystyle b} è:
{\displaystyle \int _{a}^{b}{\sqrt {1+\left({\dot {f}}(x)\right)^{2}}}\,dx.}
Sappiamo che l'equazione di una circonferenza di generico raggio {\displaystyle r} e centro nell'origine degli assi è:
{\displaystyle x^{2}+y^{2}=r^{2}.}
Questa, come visto per l'area, va resa una funzione, e per farlo basta dopo averla esplicitata in funzione di {\displaystyle y}, {\displaystyle y=\pm {\sqrt {r^{2}-x^{2}}}}, prenderne solo le immagini non negative.
L'equazione della funzione che descrive la semicirconferenza che ci serve sarà allora
{\displaystyle y={\sqrt {r^{2}-x^{2}}}.}
Per calcolare l'integrale ci serve però la derivata prima della funzione stessa, quindi:
{\displaystyle y'={\frac {-2x}{2{\sqrt {r^{2}-x^{2}}}}}={\frac {-x}{\sqrt {r^{2}-x^{2}}}}.}
Adesso possiamo procedere al calcolo dell'integrale della curva tra {\displaystyle -r} e {\displaystyle r}. Svolgiamo quindi i calcoli, ricorrendo come prima al teorema di Torricelli-Barrow: 
{\displaystyle {\begin{aligned}\int _{-r}^{r}{\sqrt {1+\left({\frac {-x}{\sqrt {r^{2}-x^{2}}}}\right)^{2}}}\,dx&=\int _{-r}^{r}{\sqrt {1+{\frac {x^{2}}{r^{2}-x^{2}}}}}\,dx=\int _{-r}^{r}{\sqrt {\frac {r^{2}-x^{2}+x^{2}}{r^{2}-x^{2}}}}\,dx=\int _{-r}^{r}{\sqrt {\frac {r^{2}}{r^{2}-x^{2}}}}\,dx=\\&=\int _{-r}^{r}{\frac {r}{\sqrt {r^{2}-x^{2}}}}\,dx=\int _{-r}^{r}{\frac {r}{r{\sqrt {1-{\frac {x^{2}}{r^{2}}}}}}}\,dx=\int _{-r}^{r}{\frac {1}{\sqrt {1-{\frac {x^{2}}{r^{2}}}}}}\,dx=\\&=\left[r\arcsin \left({\frac {x}{r}}\right)\right]_{-r}^{r}=r\arcsin \left({\frac {r}{r}}\right)-r\arcsin \left({\frac {-r}{r}}\right)=\\&=r\arcsin \left(1\right)-r\arcsin \left(-1\right)=r{\frac {\pi }{2}}+r{\frac {\pi }{2}}=\pi r.\end{aligned}}}
Ma dal momento che stavamo calcolando la lunghezza di una semicirconferenza, allora il perimetro del cerchio sarà pari al doppio del valore trovato, cioè {\displaystyle 2\pi r.}
Come per il calcolo dell'area, dobbiamo ricordare che per la dimostrazione è essenziale conoscere la trigonometria, che implica di fatto la conoscenza del valore di pi greco e il suo legame con le componenti di un cerchio. In pratica quindi quella che abbiamo fatto più che una dimostrazione è una riprova della formula che lega il raggio e la lunghezza di una circonferenza qualunque.

## Il cerchio in letteratura e filosofia
La figura del cerchio e del circolo è al centro dell'opera di Platone, in cui rappresenta la perfezione. Leonardo da Vinci preferì invece collocare al centro della natura la figura della spirale. Lo stesso fece Ralph Waldo Emerson, introducendo nel suo saggio sui Cerchi la figura di cerchi in espansione come simbolo dell'avanzamento dello spirito umano.
In Giappone, la parola che indica il cerchio è Ensō (円相), il cui grafema simboleggia l'illuminazione, la forza, e l'universo nel suo complesso.

## Angoli particolari nel cerchio

L'angolo alla circonferenza che sottende un diametro dello stesso cerchio è sempre retto

### Angolo al centro
Si definisce 'angolo al centro' l'angolo che ha per vertice il centro della circonferenza e per lati due semirette che intersecano la circonferenza. Il cerchio è quindi diviso in due parti da ogni suo angolo al centro.
La sua ampiezza si calcola con la seguente proporzione:
{\displaystyle AB:C=a^{\circ }:360^{\circ }.}

### Proprietà
L'angolo al centro è sempre il doppio del corrispondente angolo alla circonferenza, quando i vertici dell'angolo al centro e dell'angolo alla circonferenza sono dalla stessa parte rispetto alla corda individuata dai due punti di intersezione dei lati dei due angoli con la circonferenza. Quando invece il vertice dell'angolo alla circonferenza è dalla parte opposta rispetto al centro, l'angolo alla circonferenza è supplementare della metà dell'angolo al centro, cioè la somma dell'angolo alla circonferenza e la metà dell'angolo al centro è uguale ad un angolo piatto. Di conseguenza, se un angolo alla circonferenza è retto, esso sottende un diametro del cerchio, ossia il corrispondente angolo al centro è piatto. Da ciò discendono le seguenti proprietà del triangolo rettangolo:
- ogni triangolo rettangolo è inscrivibile in un semicerchio;
- in ogni triangolo rettangolo, l'ipotenusa coincide con un diametro del cerchio circoscritto.

## Formulario

### Formule geometriche
Data una circonferenza, siano {\displaystyle r} il raggio, {\displaystyle A} l'area, {\displaystyle d=2r} il diametro, {\displaystyle P} il perimetro. Allora si ha:
Raggio {\displaystyle r={\frac {d}{2}}={\frac {P}{2\pi }}={\sqrt {\frac {A}{\pi }}};}
Perimetro {\displaystyle P=2\pi r=d\pi =2{\sqrt {\pi A}};}
Area {\displaystyle A=\pi r^{2}={\frac {\pi }{4}}d^{2}={\frac {P^{2}}{4\pi }}.}

### Formule analitiche
Avendo le coordinate del centro {\displaystyle (x_{0},y_{0})} e di un punto sulla circonferenza {\displaystyle (x_{i},y_{i})} è possibile determinare l'area
| Raggio | {\displaystyle {\sqrt {(x_{0}-x_{i})^{2}+(y_{0}-y_{i})^{2}}},}        |
| Area   | {\displaystyle \pi \left[(x_{0}-x_{i})^{2}+(y_{0}-y_{i})^{2}\right].} |

Date invece le coordinate di tre punti {\displaystyle A}, {\displaystyle B}, {\displaystyle C} qualsiasi sulla circonferenza le coordinate del centro si calcolano come quelle del circumcentro del triangolo
{\displaystyle x_{0}={\frac {b_{x}}{-2a}},\qquad y_{0}={\frac {b_{y}}{-2a}},}
con
{\displaystyle b_{x}=-{\begin{vmatrix}x_{A}^{2}+y_{A}^{2}&y_{A}&1\\x_{B}^{2}+y_{B}^{2}&y_{B}&1\\x_{C}^{2}+y_{C}^{2}&y_{C}&1\\\end{vmatrix}};\quad b_{y}={\begin{vmatrix}x_{A}^{2}+y_{A}^{2}&x_{A}&1\\x_{B}^{2}+y_{B}^{2}&x_{B}&1\\x_{C}^{2}+y_{C}^{2}&x_{C}&1\\\end{vmatrix}};\quad a={\begin{vmatrix}x_{A}&y_{A}&1\\x_{B}&y_{B}&1\\x_{C}&y_{C}&1\\\end{vmatrix}}.}